# Fernão de Noronha
Fernão de Noronha ou Loronha, 1.º Senhor da Ilha de Fernando de Noronha (c. 1470 – Lisboa, c. 1540), foi um judeu português convertido ao catolicismo (cristão-novo) que se tornou um dos primeiros grandes exploradores de pau-brasil nas terras recém-descobertas do Brasil pelo reino de Portugal.

## Sobrenome
O sobrenome de Fernão foi grafado como Lloronha (Loronha), Noronha ou Della Rogna. Os documentos mais antigos que o mencionam usavam Loronha, e esta forma permaneceu sendo usada por seus descendentes pelo menos até meados da década de 1560, quando seu neto, também chamado Fernão, passou carta preservada na Torre do Tombo citando o avô e o pai Diogo, e assinando como Fernão de Loronha. Duas cartas régias confirmando em Fernão II a posse da ilha, datadas da década de 1550, também grafavam Loronha. A tradição, contudo, acabou consagrando a forma Noronha, embora Loronha também continue sendo largamente conservada na bibliografia e na imprensa.
Pretendem alguns genealogistas que a família de Loronha é diversa da de Noronha, afirmando que a mudança de inicial naquela, aparecida posteriormente, foi proposital. Se por um lado se verifica que os de Loronha se designaram sempre assim, por outro se vê que os linhagistas trocam a letra N por L com muita facilidade quando tratam dos de Noronha. Alguns linhagistas dão começo a esta família em Martim Afonso de Noronha, que dizem era inglês e passou a Portugal, o que não é crível, pelo seu nome, de aspecto peninsular.
O padre António Soares de Albergaria, consciencioso heraldista do século XVII, informa que a diferença entre de Noronha e de Loronha é de que os primeiros eram Senhores da Vila de Noronha, nas Astúrias, e de que os segundos tomaram o apelido da mesma vila, por terem vindo de lá, mas os Reis portugueses para não haver confusão entre as duas famílias mudaram a esta última o N inicial em L. O referido padre Soares de Albergaria diz que Fernão de Loronha foi mercador, o que talvez possa explicar a sua estada na Inglaterra, e que conforme achou num escrito se baptizara em pé e diziam lhe servira de Padrinho o 1.º Conde de Linhares, D. António de Noronha, que ao tempo era Escrivão da Puridade de D. Manuel I. Este Conde de Linhares, o primeiro do título, sendo padrinho do baptismo de Fernão de Loronha, bem o pode ter sido, também, de seu pai e irmão e, assim, ainda mais verossímil se tornara a mudança da letra inicial, para diferenciar a família de cristãos-novos da de cristãos-velhos que a apadrinhara e lhe dera apelido.
A origem judaica da família foi, talvez, causa do mistério que a envolve. É, contudo, duvidosa a mudança da inicial com o fim de constituir diferença de origem. As duas letras equivalem-se e assim se verifica, por exemplo, em lível e nível. A razão de Fernão de Loronha não ser da linhagem dos de Noronha é inaceitável como justificativa da forma de Loronha, pois os maiores fidalgos deram os seus apelidos a escravos e afilhados de qualquer raça e origem, quando os apadrinharam. Quer por a mudança da letra inicial não ter valor, quer para se integrar na qualificada família dos de Noronha, fazendo assim desaparecer o sinal da sua origem hebraica e, ao mesmo tempo, adquirir maior consideração, os descendentes abandonaram aquela forma e, atualmente, se chamam de Noronha, parecendo que nenhum retém a de Loronha.

## Biografia
Era filho de Martim Afonso de Loronha e irmão de Martim Afonso de Loronha (c. 1470 - ?), escrivão do mestrado da Ordem de Cristo. Sua naturalidade ainda é obscura e controversa. Para alguns historiadores ele nascera nas Astúrias, para outros, na Inglaterra. Sua família mantinha negócios importantes em Lisboa.
Rico empreendedor, comerciante e armador, Noronha era representante do banqueiro Jakob Fugger na Península Ibérica. Juntamente com outros cristãos-novos, comerciantes portugueses, em 1501 obteve da Coroa um contrato para exploração do pau-brasil, a valiosa madeira de tinturaria, renovado até 1511. Ele possivelmente esteve ligado já à expedição de Gonçalo Coelho (1501-1502) que retornou a Lisboa com uma grande carga de madeira, sem dúvida foi um dos financiadores da expedição de 1503-1504, e pode ter estado a bordo de uma das naus que em 24 de julho de 1503 avistaram a ilha chamada da Quaresma, rebatizada em seguida como Ilha de São João, e que mais tarde levaria seu nome. Em 1504, quando Noronha já é citado como cavaleiro da Casa Real, o Rei Venturoso D. Manuel I (1495-1521) fez-lhe mercê hereditária da ilha com grande jurisdição, como a primeira "capitania do mar". No documento de outorga, ele é dito descobridor da ilha, mas tanto a data como o autor da descoberta são incertos, e não é inteiramente seguro que tenha estado presente em pessoa em qualquer das expedições. Outros relatos antigos apontam Gaspar de Lemos como o descobridor em 1500, ou Américo Vespúcio em 1503.
Em 1506, Noronha e os sócios extraíram das novas terras mais de 20 mil quintais de pau-brasil, vendidos em Lisboa com um lucro de 400% a 500%. Em 1511, associado a Bartolomeu Marchionni, Benedito Morelli e Francisco Martins, participou da armação da nau Bretoa, que a 22 de julho retornou a Portugal com uma carga de 5 mil toras de pau-brasil, animais exóticos e 40 escravos, em sua maioria mulheres. Foi um dos principais exploradores do pau-brasil até provavelmente a década de 1540.
Alguns atribuem a Fernão de Noronha a mudança dos nomes cristãos de Ilha de Vera Cruz e Terra de Santa Cruz para Brasil. Entretanto, tal fato não tem base histórica e se origina de ideias antissemitas.
Não manifestou interesse em explorar ou povoar a ilha que batizou, e que hoje é um famoso destino turístico. Segundo o IBGE, "o donatário jamais tomou posse de suas terras que, abandonadas, atraíram as atenções de muitos povos, dentre os quais os alemães (que a abordaram em 1534), os franceses (também em abordagens em 1556, 1558 e 1612), os ingleses (em 1577), os holandeses (que nela se fixaram por 25 anos, entre 1629 e 1654) e os franceses (que aí viveram um ano, entre 1736 e 1737)". Sua posse permaneceu em sua descendência — que tampouco se preocupou com ela — até 24 de setembro de 1700, quando uma Carta Régia anexou-a à capitania de Pernambuco.

## Casamento e descendência
Casou com Violante Rodrigues, tendo um filho:
- Diogo de Loronha de Andrade (1540-?); casado com Aldonça de Mendonça, filha de João Pestana Pereira, 4.º Senhor do Morgado da Lourinhã, e de sua mulher Violante Pessanha. Tiveram quatro filhos:
- Francisca de Loronha (Setúbal, 1576-?).[13]
- Mariana de Loronha (Portugal,1578-?). Casada com Pedro do Rego Pereira.[14]
- Valentin de Loronha (Portugal, 1580-?).
- Manuel de Loronha (Portugal, 1582-?). Teve uma filha chamada Filipa Duarte de Loronha, que se casou com Henrique de Arêde e tiveram uma filha chamada Catharina Duarte de Loronha, com descendência. [15]

## Brasão

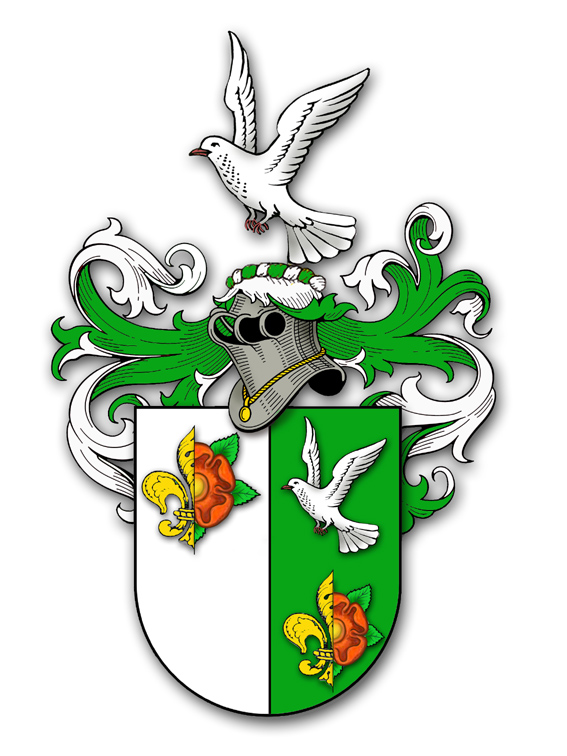
Brasão de Fernão de Noronha.

Esteve em Inglaterra, donde trouxe Carta de Brasão de Armas Novas, dada pelo soberano inglês Henrique VII com meia rosa das Armas Reais, que ele apresentou a D. Manuel I, pedindo autorização para poder usá-las em Portugal. O Rei português não atendeu o pedido, mas prometeu por Alvará de Lembrança, passado a 26 de Agosto de 1506, dar-lhe Carta de Armas, nas quais entraria a meia rosa concedida pelo Rei de Inglaterra ou outras quaisquer, o que faria quando algum dos Reis de Armas estivesse na Corte.
Morreu D. Manuel I sem fazer a mercê e Fernão de Noronha pediu a D. João III lhe confirmasse por Carta o Alvará de seu pai, o que fez a 28 de Junho de 1524. Este Rei, atendendo aos serviços prestados a seu pai e a ele próprio por Fernão de Noronha, o tirou do número geral dos homens e conto plebeu, reduzindo-o ao conto, estima e participação dos nobres fidalgos de limpo sangue e o fez Fidalgo de Cota de Armas, dando-lhe por armas as que trouxera de Inglaterra, acrescentadas, o que tudo consta de Carta passada a 3 de Setembro de 1532.
As Armas dos de Noronha são: partido, o primeiro de prata, com meia flor de lis de ouro unida a meia rosa de vermelho em chefe, o segundo de verde com meia flor de lis de ouro unida a meia rosa de vermelho em ponta, encimada por uma pomba de prata voante, timbre a pomba do escudo. Anselmo Braamcamp Freire classificou de confusa a descrição da Carta Régia de 1532 e seguiu fonte menos autorizada, onde se encontram as armas por forma diversa da aqui referida.